# Ovenec
Ovenec (německy Owenetz) je název tří středověkých vsí v blízkostí Prahy.
- Přední Ovenec (německy Vorder Owenetz) – stal se v roce 1904 městem Bubeneč. V době Husově se na zdejší kostel nevztahoval interdikt papežem vyhlášený pro území měst pražských, a tak „papeženci“ chodili v neděli do kostela do Ovence – neboli, jak Husovi přívrženci hanlivě říkali, – „na Hovnec“.

První a hlavní část osady, osídlené kolem kostela sv. Gotharda. Do poloviny 19. století byl obvykle spojen se Středním Ovencem v majetku jediného vlastníka. Tak například roku 1830 byl majitelem rytíř Mořic Buček (Butchek) z Heraltic.
- Zadní Ovenec a Dolní Ovenec (německy Hinter Owenetz a německy Unter Owenetz) – je od  druhé poloviny 19. století nazýván Troja.

Pozůstatkem je název ulice Ovenecká na Letné.

## Etymologie
Existuje několik teorií o vzniku názvu. Jedna z teorií vysvětluje původ slova odvozením od názvu ovčína (Oven = Beran). Tato teorie není ovšem podložena důkazy o existenci ovčína v oblasti, navíc je nepravděpodobné že by se ovčín nacházel na obou stranách řeky. Je tedy pravděpodobné, že jméno majitele bylo "Beránek", od čehož byl odvozen i název obce.
František Vacek v knize "Královská obora, Bubenč a VII. část města Prahy" se název vykládá jako odvozený od slova Ovnec - ze slova "ovinu", a tedy místo ovinuté neboli kotlina lesem obklopená.